# Ester Janečková
Ester Janečková, rozená Ester Křížková, (* 15. prosince 1972 Praha) je česká herečka a televizní či rozhlasová moderátorka.

## Životopis
Narodila se v pražské židovské rodině jako nemanželské dítě Marie Rút Křížkové a Oty Ornesta, staršího bratra Jiřího Ortena.
Po studiích na střední zdravotnické škole, kde úspěšně odmaturovala v roce 1991, strávila půl roku v Anglii jako au pair. Po návratu začala externě působit v Českém rozhlase a následně i v České televizi.
Roku 1992 byla přijata na Divadelní fakultu AMU, kterou ukončila v roce 1999 a získala titul MgA. Na vysoké škole nejdříve začala studovat režii, ale pak z ní přešla na herectví. V průběhu studia hostovala v Divadle Na zábradlí.
Po studiích na vysoké škole se stala stálou členkou souboru Divadla Miriam, kterou je dosud. Čtyři roky se též zabývala úpravami dialogů českého znění televizních seriálů a filmů.
Podpořila informativní kampaň Odsouzeni.cz, která poukazovala na velký počet dětí v kojeneckých ústavech a dětských domovech v Česku.
Je autorkou knihy Pošta pro tebe – Příběhy, které Vás pohladí po duši.
Je patronkou projektu S barvou ven.

## Osobní život
V roce 2014 uvedla, že je praktikující katoličkou.

## Působení v rozhlase, televizi, filmu a dabingu

### Rozhlas
- Mikrofórum ČRo (magazín Českého rozhlasu)
- 2003–2005: Spektrum (kulturní magazín Českého rozhlasu)

### Televize
- 2001 – Barvy života (TV pořad)
- 2002 – Předčasná úmrtí: Já jsem ta země tma
- 2004 – Politikon (politický magazín České televize)
- 1998 – Za zdí (TV pořad)
- od roku 2005 – Sama doma (magazín pro ženy vysílaný Českou televizí)
- od roku 2005 – Pošta pro tebe (zábavná rodinná show s prvky reality vysílaná Českou televizí)
- 2006 – Uvolněte se, prosím (TV pořad)
- 2006 – EXIT 316 aneb Zprávy ze země
- 2007 – 13. komnata Ester Janečkové (TV pořad)
- 2007 – Banánové rybičky – díl Problém – alergie (TV pořad)
- Trapasy (TV seriál)
- 2009 – Všechnopárty (TV pořad)
- 2009 – Duety… když hvězdy zpívají (TV pořad)
- 2010 – 13. komnata Michaely Maurerové (TV pořad)
- 2011 – Máme dítě (TV pořad)
- 2011 – Uchem jehly (TV pořad)
- 2012 – Trochu lepší svět (dokumentární)
- 2012 – Ententýky – díl Nikdo mě nemá rád (sama sebe) (TV seriál)
- 2013 – Tajemství rodu (genealogický dokument) – účinkující v 6. dílu 1. řady
- 2013 – 60 pečetí (TV pořad)
- 2013 – Ještě jednou Galashow 60 (TV pořad)
- 2013 – Adventní koncerty 2013 (TV pořad)
- 2014 – Nevinné lži – díl Vedlejší příznaky (moderátorka pořadu Sama doma) (TV seriál)
- 2014 – Adventní koncerty 2014 (TV pořad)
- 2019 - Most!, sama sebe
- 2020 – Sestřičky (od dob studia na zdravotnické škole protagonistka sběrného dokumentu Heleny Třeštíkové)

### Film
- 2008 – Nestyda (moderátorka, Oskarova kolegyně)
- 2009 – Ulovit miliardáře (Tatiana Jakubíčková)

### Dabing
- TV film Důstojník a gentleman – dabing AW Studio Praha[6]

#### Dialogy
- 1999–2000 – TV seriál Divoký anděl[7]
- 2000 – TV seriál Hunter – 1.–3. série[8]
- 2002 – TV seriál Zákon pouště[9]
- 2003 – TV seriál Třetí hlídka – 4. série[10]

## Divadlo

### Vybrané divadelní role
- Divadlo Miriam
  - Ludmila a Drahomíra[11]
- Divadelní společnost Petrklíč (Divadlo Miriam)
  - 1994 – Petrklíče[12]
  - 2001 – Žalozpěv za 77 297 obětí[13]
  - 2001 – Jeden den, jedna noc. Reynkové v Petrkově[14]
  - 2002 – Pohádka za tři facky (Cikánečka)[15]
  - 2002 – Dámy a pánové[16]
  - 2004 – Po nás ať přijde potopa![17]
  - [2005 – Benefice pro vás (Průvodní slovo, zpěv)[18]
- Divadelní společnost Petrklíč (Salesiánské divadlo)
  - 1999 – Kalo a drak[19]
- Divadlo DISK (Divadlo v Řeznické)
  - 1995 – Náměsíčný Hra se hrou Jiřího Mahena (Bludný losos / Markýza) – vystupovala v alternaci s Hanou Krtičkovou[20]
- Divadlo Na zábradlí
  - 1995–1999 – Cabaret (Betty)[21]
- Divadlo DISK
  - 1996 – Teda pověz ty nám[22]

### Asistentka režie
- Divadlo Na zábradlí
  - 1995–1998 – Nahniličko (poněkud dojatý)[23]
  - 1999 – Nahniličko (poněkud dojatý)[23]
- Sdružení přátel Eliadovy Knihovny (Divadlo Na zábradlí)
  - 2001–2003 – Nahniličko (poněkud dojatý)[23]

### Úprava
- Divadlo DISK (Divadlo v Řeznické)
  - 1995 – Náměsíčný Hra se hrou Jiřího Mahena[20]

### Dramaturgie
- Divadlo DISK (Divadlo v Řeznické)
  - 1995 – Náměsíčný Hra se hrou Jiřího Mahena[20]